# Vilhelm Maar
Edvard Vilhelm Emil Maar (født 8. juni 1871 i Odense, død 18. maj 1940) var en dansk fysiolog og medicinhistoriker.
Maar tog medicinsk eksamen 1896, arbejdede som assistent ved fysiologisk laboratorium 1900—11, var 1901—10 læge ved et brystsygesanatorium og gjorde 1902—03 den sædvanlige kandidattjeneste. Han tog doktorgraden 1902 med en afhandling: Om Nervesystemets Indflydelse paa Kirtelsekretionen med særligt Hensyn til Forholdene i Lungerne; 1911 blev han docent, 1916 professor i lægevidenskabens historie. Maar har skrevet en del fysiologiske arbejder, men er særlig bekendt som en omhyggelig udgiver (L'autobiographie de J. B. Winslow, 1912; Holger Jacobæus' Rejsebog, 1910; Thomas Bartholins Vasa lymphatica med mere). Hans hovedarbejde er dog udgaven af Stenos værker (Nicolai Stenonis Opera philosophica, I—II 1910), forud for hvilken var gået et par oversættelser af enkelte af denne forfatters mest berømte værker ("Om faste Legemer", med August Krogh 1902; "Foredraget om Hjernens Anatomi" 1903). Som selvstændig forfatter var hans virksomhed af mindre betydning, idet der kun foreligger et lille antal afhandlinger fra Maars hånd.